# Rujišnik
Rujišnik (cyr. Рујишник) – wieś w Serbii, w okręgu rasińskim, w gminie Trstenik. W 2011 roku liczyła 501 mieszkańców.